# 2006 في كرواتيا
فيما يلي قوائم الأحداث التي وقعت خلال عام 2006 في كرواتيا.

## رياضة
- 1 يناير – كرواتيا 2006 زغرب
- 1 يناير – كرواتيا في كأس العالم 2006

## أفلام
من الأفلام التي صدرت هذه السنة في كرواتيا:
- 1 يناير – غرابافيتشا:أرض أحلامي من إخراج ياسميلا زبينيتش.

## وفيات

### أبريل
- 22 أبريل – اليدا فالي (مواليد 1921) ممثلة إيطالية.

### مايو
- 23 مايو – ميلان داميانوفيتش (مواليد 1943) لاعب كرة قدم صربي.